# Chrysokeras
Chrysokeras  è una caratteristica di albedo della superficie di Marte.